# Gymnodia scatophaga
Gymnodia scatophaga är en tvåvingeart som beskrevs av Charles Howard Curran 1938. Gymnodia scatophaga ingår i släktet Gymnodia och familjen husflugor.
Artens utbredningsområde är Haiti. Inga underarter finns listade i Catalogue of Life.